# Эскетамин
Эскетамин (торговые названия: «Справато» (в качестве антидепрессанта), «Кетанест» (в качестве анестезии) — лекарственный препарат для наркоза и терапии депрессии. Является S(+) энантиомером кетамина. Преимущественно применяется в качестве терапии терапевтически-резистентной депрессии и большого депрессивного расстройства с сопутствующими суицидальными мыслями и поведением. Эскетамин не используется внутривенно в антидепрессивной терапии и одобрен FDA только в форме назального спрея. Одобрен для применения: США (2019).
К побочным эффектам эскетамина относятся диссоциация, сонливость, тошнота, рвота, головокружение, апатия, тревога, летаргия, гипертония и эффект «опьянения». Реже встречаются проблемы с мочевым пузырем.
Эскетамин был впервые синтезирован в 1962 году в форме рацемата кетамина и был представлен для медицинского использования в качестве анестезии в 1970 году.  Энантиомер эскетамин был представлен для медицинского использования в качестве анестезии в 1997 году, а в качестве антидепрессанта — в 2019. В роли антидепрессанта активно применяется в США и Канаде.

## Механизм действия
Энантиомер кетамина. Антагонист NMDA-рецепторов.

## Показания
Лечение резистентной депрессии в сочетании с другими антидепрессантами.

## Противопоказания
- Аневризмы
- Внутримозговое кровоизлияние.
- Гиперчувствительность

## Беременность
Может оказывать повреждающее воздействие на плод. Рекомендуется использовать методы контрацепции во время лечения.

## Способ применения
Назальный спрей.